# Општина Пишкија (Тимиш)
Пишкија (рум. Pişchia) општина је у Румунији у округу Тимиш.
Oпштина се налази на надморској висини од 145 m.